# Añover de Tajo
Añover de Tajo è un comune spagnolo di 5 191 abitanti situato nella comunità autonoma di Castiglia-La Mancia.